# 보은군·옥천군·영동군 (1988년 선거구)
보은군·옥천군·영동군은 대한민국의 옛 국회의원 선거구이다. 당시 충청북도 보은군, 옥천군, 영동군 지역을 관할했다.

## 역사
제13대 국회의원 선거를 앞두고 소선거구제가 실시되었다. 이에 보은군·옥천군·영동군 선거구가 관할 구역을 유지하면서 1인 선거구로 개편되었다.
제20대 국회의원 선거를 앞두고 괴산군을 편입해 보은군·옥천군·영동군·괴산군 선거구를 이루게 되면서 폐지되었다.

## 역대 국회의원
| 선거   | 정당 | 정당         | 의원   |
| ------ | ---- | ------------ | ------ |
| 1988년 |      | 민주정의당   | 박준병 |
| 1992년 |      | 민주자유당   | 박준병 |
| 1996년 |      | 자유민주연합 | 어준선 |
| 2000년 |      | 한나라당     | 심규철 |
| 2004년 |      | 열린우리당   | 이용희 |
| 2008년 |      | 자유선진당   | 이용희 |
| 2012년 |      | 새누리당     | 박덕흠 |

## 역대 선거 결과

### 대한민국 제13대 국회의원 선거
|  | 49.16% |

|  | 37.99% |

|  | 12.84% |

### 대한민국 제14대 국회의원 선거
|  | 50.87% |

|  | 32.21% |

|  | 15.55% |

|  | 1.34% |

### 대한민국 제15대 국회의원 선거
|  | 35.27% |

|  | 32.38% |

|  | 24.46% |

|  | 3.65% |

|  | 2.83% |

|  | 1.39% |

### 대한민국 제16대 국회의원 선거
|  | 28.76% |

|  | 27.39% |

|  | 25.70% |

|  | 18.14% |

### 대한민국 제17대 국회의원 선거
|  | 50.03% |

|  | 40.77% |

|  | 5.26% |

|  | 3.92% |

### 대한민국 제18대 국회의원 선거
|  | 43.78% |

|  | 41.08% |

|  | 13.12% |

|  | 2.00% |

### 대한민국 제19대 국회의원 선거
|  | 40.67% |

|  | 30.93% |

|  | 25.48% |

|  | 2.89% |